# Aloencyrtus indicus
Aloencyrtus indicus är en stekelart som beskrevs av Singh och Prasad 1996. Aloencyrtus indicus ingår i släktet Aloencyrtus och familjen sköldlussteklar. Inga underarter finns listade i Catalogue of Life.